# Liste der Biografien/Roba
Liste der Biografien |
Portal Biografien |
Personensuche
# |
A |
B |
C |
D |
E |
F |
G |
H |
I |
J |
K |
L |
M |
N |
O |
P |
Q |
R |
S |
T |
U |
V |
W |
X |
Y |
Z |
?
 
Ra |
Rb |
Rd |
Re |
Rh |
Ri |
Rj |
Rk |
Rl |
Rm |
Rn |
Ro |
Rr |
Rs |
Rt |
Ru |
Rv |
Rw |
Rx |
Ry |
Rz
 
Roa |
Rob |
Roc |
Rod |
Roe |
Rof |
Rog |
Roh |
Roi |
Roj |
Rok |
Rol |
Rom |
Ron |
Roo |
Rop |
Roq |
Ror |
Ros |
Rot |
Rou |
Rov |
Row |
Rox |
Roy |
Roz 
 
Roba |
Robb |
Robc |
Robe |
Robi |
Robk |
Robl |
Robm |
Robn |
Robo |
Robr |
Robs |
Robu |
Roby 
Die Liste der Biografien führt alle Personen auf, die in der deutschsprachigen Wikipedia einen Artikel haben. Dieses ist eine Teilliste mit 42 Einträgen von Personen, deren Namen mit den Buchstaben „Roba“ beginnt.

## Roba
- Roba, Fatuma (* 1973), äthiopische Langstreckenläuferin
- Roba, Jean (1930–2006), belgischer Comiczeichner
- Roba, Radiya (* 1989), äthiopische Marathonläuferin
- Roba-Kinkal, Musa (* 1989), deutscher Langstreckenläufer

### Robac
- Robach, Realf (1885–1963), norwegischer Turner
- Roback, Abraham Aron (1890–1965), amerikanischer Psychologe und jiddischer Sprachwissenschaftler
- Roback, Emil (* 2003), schwedischer Fußballspieler

### Robad
- Robadey, François-Xavier (1804–1877), Schweizer Politiker und Staatsrat des Kantons Freiburg

### Robai
- Robail, Gaston (1902–1987), französischer Autorennfahrer
- Robaina, Alejandro (1919–2010), kubanischer Tabakingenieur
- Robaina, Roberto (* 1956), kubanischer Politiker
- Robair, Gino (* 1963), US-amerikanischer Perkussionist, Jazz- und Improvisationsmusiker und Komponist

### Robak
- Robak, Adam (* 1957), polnischer Florettfechter
- Robak, Colby (* 1990), kanadischer Eishockeyspieler
- Robak, Friedrich (1913–1994), österreichischer Politiker (SPÖ), Abgeordneter zum Nationalrat, Landtagsabgeordneter im Burgenland
- Robak, Kim M. (* 1955), US-amerikanische Politikerin
- Robak, Marcin (* 1982), polnischer Fußballspieler
- Robakidse, Grigol (1882–1962), georgischer Schriftsteller
- Robakowski, Józef (* 1939), polnischer Experimentalfilmer und Fotograf

### Roban
- Roban, Handal (* 2002), vincentischer Leichtathlet
- Robanske, Christopher (* 1989), kanadischer Snowboarder

### Robar
- Robar, Mitja (* 1983), slowenischer Eishockeyspieler
- Robards, Jason (1922–2000), US-amerikanischer SchauspielerJason Robards (1922–2000)

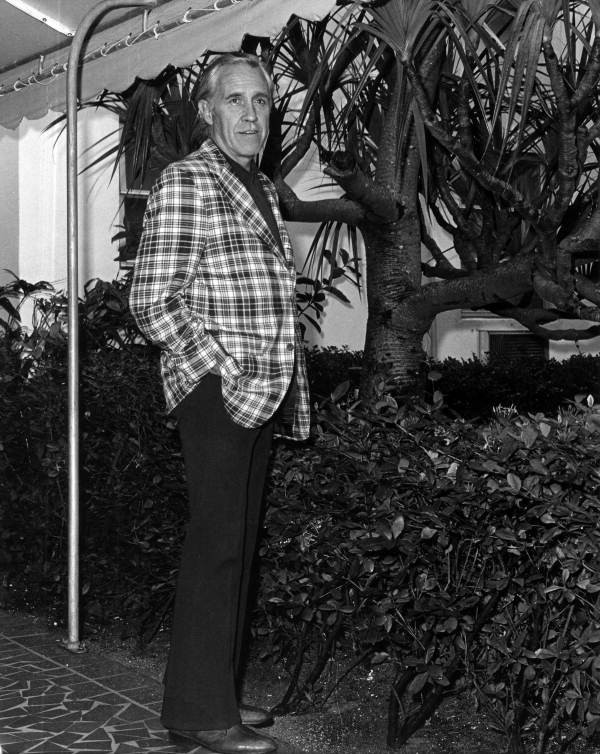
Jason Robards (1922–2000)

- Robards, Jason senior (1892–1963), US-amerikanischer Schauspieler
- Robards, Sam (* 1961), US-amerikanischer Schauspieler
- Robart, James (* 1947), US-amerikanischer Bundesrichter
- Robart, Thimotée, französischer Filmschauspieler und Tonassistent
- Robarts, Abraham (1745–1816), britischer Politiker, Mitglied des House of Commons und Bankier
- Robarts, Abraham Wildey (1779–1858), britischer Politiker, Mitglied des House of Commons und Bankier
- Robarts, George James († 1829), britischer Politiker, Mitglied des House of Commons und Offizier
- Robarts, John (1917–1982), kanadischer Rechtsanwalt, Politiker und 17. Premierminister von Ontario
- Robarts, Richard (* 1944), britischer Rennfahrer
- Robarts, William Tierney († 1820), britischer Politiker, Mitglied des House of Commons und Geschäftsmann

### Robas
- Robaszkiewicz, Zygmunt (* 1958), polnischer Ordensgeistlicher, römisch-katholischer Bischof von Mahajanga auf Madagaskar

### Robat
- Robathan, Andrew (* 1951), britischer Politiker (Conservative Party), MP
- Robati, Pupuke (1925–2009), Politiker der Cookinseln
- Robatsch, Jannik (* 2004), österreichischer Fußballspieler
- Robatsch, Karl (1929–2000), österreichischer Schach-Großmeister und Botaniker
- Robatsch, Marcus (* 1971), österreichischer Fechter
- Robatscher, Sandra (* 1995), italienische Rennrodlerin
- Robatz, August (1757–1815), österreichischer Bildhauer

### Robau
- Robaut, Alfred (1830–1909), französischer Fotograf, Graveur, Kunstschriftsteller, Lithograf und Zeichner